# انتخابات مجلس الأمن التابع للأمم المتحدة 1983
أُجريت انتخابات مجلس الأمن التابع للأمم المتحدة لعام 1983 في 31 أكتوبر 1983 خلال الدورة الثامنة والثلاثين للجمعية العامة للأمم المتحدة، التي عقدت في مقر الأمم المتحدة في مدينة نيويورك. انتخبت الجمعية العامة مصر والهند وبيرو وجمهورية أوكرانيا الاشتراكية السوفيتية وفولتا العليا (بوركينا فاسو حاليًا)، أعضاءً غير دائمين في مجلس الأمن التابع للأمم المتحدة لفترة عامين تبدأ في 1 يناير 1984.

## القواعد
يتألف مجلس الأمن من 15 مقعدًا، يشغلها خمسة أعضاء دائمين وعشرة أعضاء غير دائمين. وفي كل عام، يتم انتخاب نصف الأعضاء غير الدائمين لمدة عامين.   ولا يجوز للعضو الحالي أن يترشح على الفور لإعادة انتخابه. 
وفقًا للقواعد التي يتم بموجبها تناوب المقاعد العشرة غير الدائمة في مجلس الأمن بين الكتل الإقليمية المختلفة التي تقسم إليها الدول الأعضاء في الأمم المتحدة تقليديًا لأغراض التصويت والتمثيل،  يتم تخصيص المقاعد الخمسة المتاحة على النحو التالي:
- مقعدان للدول الإفريقية، أحدهما لـ"المقعد العربي" (تشغلهما توغو وزائير)
- مقعد للمجموعة الآسيوية (الآن مجموعة آسيا والمحيط الهادئ)[5] (تشغله الأردن)
- مقعد لمجموعة أمريكا اللاتينية ومنطقة البحر الكاريبي (تشغله غيانا)
- مقهد لمجموعة أوروبا الشرقية (تشغله بولندا)

ولكي يتم انتخابه، يجب أن يحصل المرشح على أغلبية ثلثي الحاضرين والمصوتين. إذا كان التصويت غير حاسم بعد الجولة الأولى، فسيتم إجراء ثلاث جولات من التصويت المقيد، تليها ثلاث جولات من التصويت غير المقيد، وهكذا، حتى يتم الحصول على نتيجة. في التصويت المقيد، لا يجوز التصويت إلا على المرشحين الرسميين، بينما في التصويت غير المقيد، يجوز التصويت على أي عضو في مجموعة إقليمية معينة، باستثناء أعضاء المجلس الحاليين.

## تمثيل غرينادا
بعد أن بدأت الولايات المتحدة غزو غرينادا قبل ستة أيام فقط من الانتخابات، أثيرت تساؤلات حول شرعية وفد غرينادا. اعترضت الولايات المتحدة، بدعم من عدة وفود أخرى، رسميًا على حضور مندوب غرينادا، قائلة إن السير بول سكون الحاكم العام لغرينادا أبلغ الأمين العام بأنه لا يوجد أحد مرخص له بتمثيل غرينادا أمام الأمم المتحدة وأن غرينادا لم تقدم أي أوراق تفويض للدورة الثامنة والثلاثين للجمعية العامة
رد مندوب غرينادا بالقول إن آخر ما سمعه هو أن سكون كان محتجزًا لدى الولايات المتحدة وأن وفده كان يعامله كرهينة محتملة. وأضاف أنه "إذا أراد أحد أن يجبره على مغادرة الغرفة، فسيتعين عليه اللجوء إلى استخدام القوة". 

## المرشحون
أيدت سوريا، باسم المجموعة الآسيوية، الهند رسمياً. 

## النتيجة
وتم التصويت على ورقة اقتراع واحدة. أجريت الجولة الأولى والوحيدة من الاقتراع في 31 أكتوبر 1983 في الجلسة العامة الأربعين للجمعية العامة.
| الدولة                                 | الجولة الأولى |
| فولتا العليا                           | 145           |
| الهند                                  | 142           |
| جمهورية أوكرانيا الاشتراكية السوفيتية  | 130           |
| مصر                                    | 125           |
| بيرو                                   | 106           |
| باربادوس                               | 38            |
| الجزائر                                | 24            |
| المكسيك                                | 4             |
| يوغوسلافيا                             | 2             |
| الأرجنتين                              | 1             |
| جزر البهاما                            | 1             |
| بنغلاديش                               | 1             |
| بلغاريا                                | 1             |
| جمهورية بيلاروسيا الاشتراكية السوفيتية | 1             |
| كوبا                                   | 1             |
| ليبيا                                  | 1             |
| منغوليا                                | 1             |
| ممتنعون                                | 0             |
| بطاقات الاقتراع الباطلة                | 0             |
| الأغلبية المطلوبة                      | 104           |

## روابط خارجية
- وثيقة الأمم المتحدة A/59/881 مذكرة شفوية من البعثة الدائمة لكوستاريكا تحتوي على سجل لانتخابات مجلس الأمن حتى عام 2004